# قائمة سدود السعودية
قائمة السدود السعودية؛ تشرف عليها المؤسسة العامة للري، وتؤدي السدود في المملكة العربية السعودية دوراً رئيسياً في توفير مياه الشرب ودعم مصادر المياه الجوفية للأغراض الزراعية، إذ ليس للمملكة العربية السعودية أي أنهار دائمة، ولكن لها العديد من سدود والأودية التي تجري مع هطول الأمطار، وتعُد منطقة مكة المكرمة ومنطقة المدينة المنورة أكثر المناطق السعودية التي أقيمت فيهما سدود لتعدّد الأودية هناك.

## عدد السدود
بلغ عدد السدود المُنفّذة في مناطق المملكة المختلفة حتى نهاية عام 2017م "508" سدّاً بلغ إجمالي طاقتها التخزينية "2.250.043.305" متراً مكعباً موزعة على مناطق المملكة المختلفة كالتالي:
| المنطقة               | عدد السدود |
| --------------------- | ---------- |
| منطقة الرياض          | "103" سداً  |
| منطقة مكة المكرمة     | "57" سداً   |
| منطقة المدينة المنورة | "41" سدا   |
| المنطقة الشرقية       | "1" سد     |
| منطقة عسير            | "117" سداً  |
| منطقة حائل            | "46" سداً   |
| منطقة الباحة          | "50" سداً   |
| منطقة نجران           | "27" سدا   |
| منطقة القصيم          | "18" سدا   |
| منطقة جازان           | "13" سدا   |
| منطقة الجوف           | "10" سدود  |
| منطقة تبوك            | "16" سدا   |
| منطقة الحدود الشمالية | "11" سدا   |

## قائمة السدود

### منطقة الرياض
- سد وادي حنيفة.
- سد الحجري.
- سد العلب.
- سد وادي نمار.
- سد ثادق.
- سد حريملاء.
- سد السبعين.
- سد الحريق.

### منطقة مكة المكرمة
سد وادي ضرا
- سد وادي فاطمة.
- سد وادي الليث.
- سد وادي النظر.
- سد وادي قنونا.
- سد وادي حلي.
- سد القصيباء.
- سد الأحيمر.
- سد الدرويش.
- سد داماء.
- سد السداد.
- سد السديد.
- سد السلمان.
- سد العاقد.
- سد العقرب.
- سد القرة.
- سد القعايد.
- سد ثلبة.
- سد رحاب.
- سد سلامة اليسرى.
- سد سويس الأسفل.
- سد سويس الأعلى.
- سد سيسد.
- سد صعب.
- سد عرضة.
- سد قريقر.
- سد وادي السداد الأول.
- سد وادي السداد الثاني.
- سد وادي السداد الثالث.
- سد وادي السنح.
- سد وادي رابغ
- سد وادي قراض بالمحاني
- سد المسلح

### منطقة المدينة المنورة
- سد قاع حظوظا.

### منطقة جازان
- سد وادي جازان.
- سد وادي بيش.

### منطقة نجران
- سد المضيق.
- سد وادي نجران.

### منطقة الحدود الشمالية
- سد وادي عرعر.

### منطقة الجوف
- سد حصيده.

### المنطقة الشرقية
- سد وادي حام.

### منطقة حائل
- سد عقدة
- سد العوشزية

### منطقة تبوك
- سد تلاع.

### منطقة القصيم
- سد وادي الرمة.

### منطقة عسير
- سد أبها.
- سد وادي جرية.
- سد عتود.
- سد الملك فهد بيشة.
- سد وادي تندحه
- سد وادي ترج
- سد وادي تباله

•سد روضان السليل•سد أثب•سد البغث•سد هرجاب

### منطقة الباحة

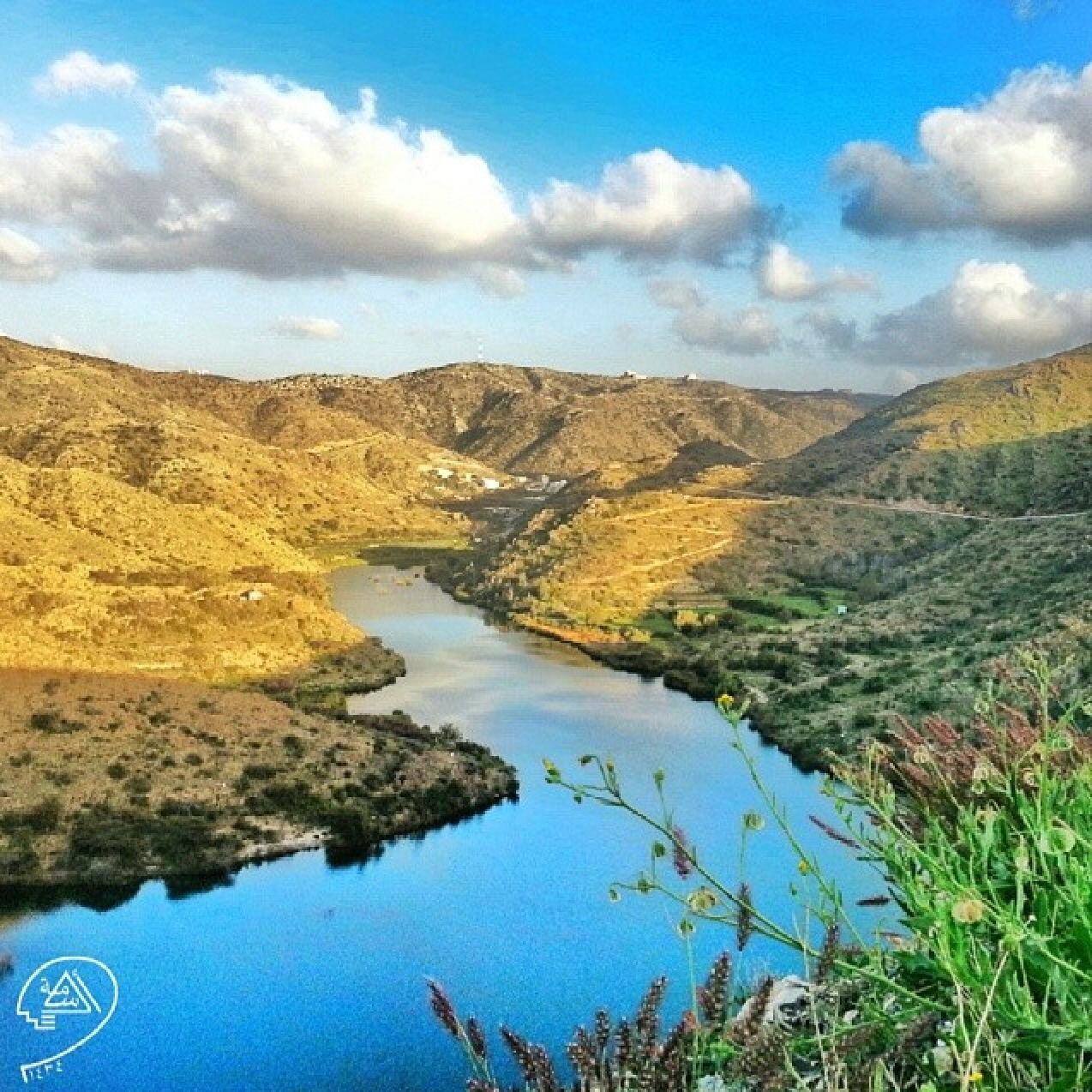
سد وادي الصدر

- سد العقيق
- سد وادي الأحسبة
- سد الخرار.
- سد الطلقية.
- سد سبيحة.
- سد المظلمات.
- سد الصدر.
- سد المرزوق.
- سد مدهاس.
- سد الصدر
- سد بيدة
- سد الضحيان
- سد الجنابين
- سد ضرك
- سد الملد
- سد جرب
- سد لحميراء
- سد بيدة
- سد وادي الملد
- سد الحبيس.
- سد ماطوة
- سد دبدب.
- سد العريشيتن.
- سد المرباة.

￼

## الخطط المستقبلية
بالنظر إلى مساحة المملكة العربية السعودية واتساعها وما تشمله من العديد من المناطق والتي يتخلّلها العديد من الأودية المختلفة الأحجام التي في الغالب تنصرف إلى البحار أو الصحاري فإن الأمر يتطلّب التوسع في إقامة السدود وزيادة عددها لتقابل بذلك التدفق الهائل الكبير من مياه السيول الواردة خلال تلك الأودية، لتحقيق أقصى الاستفادة منها وللحماية من مخاطرها حيث أن طبيعة المملكة تغلب عليها الأراضي الصحراوية أو الجبال الشاهقة وتوجد التجمعات السكانية في غالبيتها على ضفاف الأودية أو بالقرب منها لكونها مصدر تجمع المياه.
وأفاد التقرير أن أهمية السدود في المملكة تكون بناء على أهمية كل سد للمنطقة المقام فيها إلا أنه يمكن إعطاء الأهمية للسدود ذات التخزين العالي مثل «سد الملك فهد بن عبدالعزيز» على وادي بيشة والذي يزيد تخزينة عن 325 مليون متر مكعب وأسهم بشكل كبير في دعم مصادر المياه للشرب والزراعة بالمنطقة وسد نجران الذي يزيد تخزينه عن 86 مليون متر مكعب وله دور أساسي في حماية مدينة نجران من إخطار السيول التي كانت تجتاحها بصفة مستمرة بالإضافة إلى توفير المياه الجوفية للمنطقة وسد جازان الذي يزيد تخزينة عن 50 مليون متر مكعب ويعمل على حجز السيول التي تجتاح المنطقة وتصريفها لري منطقة زراعية متكاملة تزيد مساحتها عن 6000 هكتار من خلال مشروع ري متكامل ملحق بالسد وكذلك السدود التي تستخدم لتأمين مياه الشرب كسد أبها وسد العقيق وسدي تربة وعردة الجوفيين المقامة تحت سطح الأرض اللذين تم تنفيذهما في عام 1404 هجرية، وهما من أوائل السدود المنفذة في العالم من هذا النوع وكان لهما دور كبير في تأمين مياه الشرب لمحافظة الطائف ومنطقة الباحة حاليّاً.

## الأهداف الأساسية من إقامة السدود في المملكة
- الاستعاضة للمياه الجوفية في منطقة السد وتوفير المياه للآبار في المناطق خلف السدود.
- تأمين مياه الشرب لبعض المناطق من خلال محطات التنقية المقامة على السدود.
- تأمين مياه الري للأغراض الزراعية بالري المباشر للمناطق الزراعية خلف السدود عن طريق مشاريع الري المنظمة لذلك.
- حماية المدن والقرى من إخطار السيول وغوائل الفيضانات والحفاظ على أرواح المواطنين وممتلكاتهم.

## أنواع السدود
نظراً لاختلاف تضاريس المملكة وحجم الأودية فيها فقد تمّ تنفيذ عدة أنواع من السدود من الناحية الإنشائية تبعاً للدراسات الفنية لتتلاءم مع طبيعة وتضاريس الوادي المقام عليه السد وتنحصر أنواع السدود المقامة في المملكة بأربعة أنواع هي:
1. السدود الخرسانية.
2. السدود الترابية.
3. السدود الركامية.
4. السدود الجوفية.

## تشغيل السدود
تتم الاستفادة من السدود بتشغيلها طبقاً للبرامج التي يتم إعدادها لكل سد لتحقيق الأهداف التي شُيّدت من أجلها وتبعاً لما تُمليه الحاجة في منطقة كل سد، وتخضع برامج السدود إلى الدراسة والتقييم دورياً بعد كل فترة سيول من خلال المشرفين على عمليات التشغيل.
, يوجد في السعودية 51 سد يزيد ارتفاعها على 15 متر، سيصل عدد هذه السدود إلى 61 سد قبل نهاية هذا العقد. ويعتبر سد الملك فهد على وادي بيشة أكبر سدود السعودية من حيث سعة التخزين، ويأتي سد وادي حلي في المرتبة الثانية. ويعتبر سد وادي بيش في محافظة بيش بمنطقة جازان كأعلى سدود السعودية من حيث الارتفاع حيث يصل ارتفاعه إلى 106 أمتار، ويليه سد الملك فهد بـ 103 أمتار.
جدول لأكبر السدود في المملكة من حيث سعة التخزين
| م | اسم السد     | المنطقة         | سعة التخزين متر مكعب | سنة التنفيذ |
| - | ------------ | --------------- | -------------------- | ----------- |
| 1 | سد الملك فهد | بيشة            | 325000000            | 1418هـ      |
| 2 | سد وادي حلي  | مكة المكرمة     | 249860000            | 1430هـ      |
| 3 | سد وادي رابغ | مكة المكرمة     | 220250000            | 1426هـ      |
| 4 | سد وادي بيش  | جازان           | 193644000            | 1426هـ      |
| 5 | سد الليث     | مكة المكرمة     | 88570000             |             |
| 6 | سد المضيق    | نجران           | 86000000             | 1400هـ      |
| 7 | سد جازان     | جازان           | 51000000             | 1390هـ      |
| 8 | سد قاع حظوظا | المدينة المنورة | 40000000             | 1421هـ      |

جدول أكبر السدود في المملكة من حيث الارتفاع
| م | اسم السد     | المنطقة     | الارتفاع (متر) | سنة التنفيذ |
| - | ------------ | ----------- | -------------- | ----------- |
| 1 | سد وادي بيش  | جازان       | 106            | 1426هـ      |
| 2 | سد الملك فهد | عسير        | 103            | 1418هـ      |
| 3 | سد وادي حلي  | مكة المكرمة | 95             |             |
| 4 | سد وادي رابغ | مكة المكرمة | 80.5           |             |
| 5 | سد الليث     | مكة المكرمة | 79.5           |             |
| 6 | سد المضيق    | نجران       | 73             | 1400هـ      |
| 7 | سد ليا       | مكة المكرمة | 40             | 1402هـ      |

## انظر ايضاً
- سد وادي بيش
- سد حريملاء
- سد أبها
- سد السبعين
- سد السملقي
- سد الملك فهد بن عبد العزيز
- سد ثادق
- سد عكرمة
- سد وادي جازان
- سد وادي حلي
- سد وادي فاطمة
- سد وادي تربة
- سد وادي نجران
- سد الحصيد
- سد وادي الحريق